# Magnetosfera di Saturno
L'esistenza della magnetosfera di Saturno è stata accertata dalla sonda Pioneer 11 (1979), successivamente confermata da Voyager 1 e Voyager 2 (1980-1981) e attualmente studiata dalla missione Cassini che sta fornendo importanti dati.
La magnetosfera di Saturno è la cavità creata nel flusso del vento solare dal campo magnetico generato internamente dal pianeta. Si pensa che il meccanismo che genera questo campo magnetico sia - come per Giove - l'elevata velocità di rotazione dello strato di idrogeno metallico all'interno del pianeta. Il suo orientamento è quasi coincidente con l'asse di rotazione (con uno scarto inferiore all'1%). Quella di Saturno è per dimensioni la più grande magnetosfera planetaria dopo quella di Giove, estendendosi intorno al pianeta per circa 20 volte il suo raggio e con una coda di oltre 2 milioni di km in direzione opposta al Sole. È permeata da plasma composto da elettroni e nuclei atomici ionizzati, prodotti sia dal pianeta che dalle sue lune e in particolare da Encelado, che vi riversa fino a 1000 kg di vapor d'acqua al secondo attraverso i suoi geyser.
L'interazione tra la magnetosfera e la ionosfera provoca aurore polari che circondano i poli. Queste aurore sono state fotografate anche dall'HST.
Altre interazioni dovute al campo magnetico sono state osservate tra i suoi satelliti: una nube composta da atomi di idrogeno che va dall'orbita di Titano fino all'orbita di Rea e un disco di plasma, anche questo formato da idrogeno e ioni di ossigeno, che si estende dall'orbita di Teti fino quasi all'orbita di Titano. Il plasma ruota in sincronia quasi perfetta con il campo magnetico di Saturno.